# Комсомольский (Заводоуковский район)
Комсомольский — поселок в Заводоуковском районе Тюменской области. В рамках организации местного самоуправления находится в Заводоуковском городском округе.

## География
Поселок находится в 11 километрах к северо-востоку от города Заводоуковска.

### Часовой пояс
Поселок Комсомольский, как и вся Тюменская область, находится в часовой зоне МСК+2. Смещение применяемого времени относительно UTC составляет +5:00.

## Население
| 2010 |
| ---- |
| 810  |

## Инфраструктура
В поселке находятся Комсомольская средняя образовательная школа, детский садик "Елочка",  Районный центр культуры и досуга.